# Вонсош (гміна Конописька)
Вонсош (пол. Wąsosz) — село в Польщі, у гміні Конописька Ченстоховського повіту Сілезького воєводства.
Населення — 524 особи (2011).
У 1975-1998 роках село належало до Ченстоховського воєводства.

## Демографія
Демографічна структура станом на 31 березня 2011 року:
|          | Загалом | Допрацездатний вік | Працездатний вік | Постпрацездатний вік |
| -------- | ------- | ------------------ | ---------------- | -------------------- |
| Чоловіки | 245     | 49                 | 158              | 38                   |
| Жінки    | 279     | 55                 | 151              | 73                   |
| Разом    | 524     | 104                | 309              | 111                  |